# إيزيكيل غونزاليس
ايزيكيل غونزاليس (بالإسبانية: Ezequiel González)‏ (10 يوليو 1980 بروساريو في الأرجنتين - ) هو لاعب كرة قدم أرجنتيني في مركز الوسط. لعب مع باناثينايكوس وبوكا جونيورز وروزاريو سنترال وفيورنتينا وليغا دي كيتو ونادي فلومينينسي.

## وصلات خارجية
- إيزيكيل غونزاليس على موقع الاتحاد الدولي (مؤرشف)  (الإنجليزية)
- إيزيكيل غونزاليس على موقع قاعدة بيانات كرة القدم.إي يو (الإنجليزية)
- إيزيكيل غونزاليس على موقع Soccerway.com (الإنجليزية)